# رخصة طبية
الرخصة الطبية هي رخصة مهنية تسمح للشخص بممارسة الطب قانونيًّا. يجب أن تمنح في معظم البلدان جمعيةٌ مهنيةٌ محددةٌ معتمدة من الحكومة أو وكالة حكومية الشخص ترخيصًا طبيًا للشخص قبل أن يتمكن من ممارسة الطب. لا تُمنح التراخيص تلقائيًا لجميع الأشخاص الحاصلين على درجات طبية. يجب أن يحصل خريج كلية الطب على ترخيص لممارسة الطب ليُسمى قانونيًا طبيبًا. تتطلب العملية عادة الاختبار بوساطة مجلس طبي. الرخصة الطبية هي توثيق لسلطة ممارسة الطب في منطقة معينة. الرخصة مطلوبة أيضًا لنشاط لممارسة الطب بصفة مساعد طبيب أو مسؤول سريري في ولايات قضائية مع تشريع مرخص. قد يُسحب ترخيص المحترف بسبب عدم اعتباره مناسبًا للممارسة، مثلًا بسبب نقص الكفاءة أو لأسباب صحية أو انتهاكات أخلاقية. سيحد الترخيص من نطاق الممارسة المهنية للمحترف.

## كندا
تشترط كندا أن يكون المتقدمون قد تخرجوا من مدرسة مسجلة في الدليل العالمي لكليات الطب، وأن يتقدموا للالتحاق بامتحان تأهيل المجلس الطبي الكندي. تُصدر الهيئات الإقليمية التراخيص وتتيح تاريخًا موجزًا للترخيص الطبي في أونتاريو وكيبيك، مع قائمة بالأطباء المرخصين قبل عام 1867 على موقع ديفد كروفرد الإلكتروني.

## الصين
أصدرت الصين قانون الأطباء المرخصين عام 1995. يشترط القانون على جميع طلاب الطب حديثي التخرج اجتياز امتحان الترخيص الطبي الوطني، الذي ينظمه المركز الوطني للفحص الطبي، ثم التسجيل لدى الهيئة التنظيمية المحلية. تتطلب الأهلية للامتحان أن يكمل الطلاب فترة تدريب مدتها عام واحد بعد الحصول على مؤهل طبي أولي (أي بكالوريوس الطب). يتضمن الاختبار المكون من جزأين اختبار المهارات السريرية (سي إس) واختبار الكتابة العامة (جي دبليو). يتكون اختبار سي إس من محطات عدة، ويجب على المرشحين اجتياز اختبار سي إس لأداء اختبار جي دبليو. يتكون اختبار جي دبليو من أربع أوراق، ويُتاح للمرشحين 2.5 ساعة لإكمال كل واحدة على مدار يومين. يُعقد مؤتمر سي إس في يوليو، يليه مؤتمر جي دبليو في سبتمبر من كل عام.

## كولومبيا
يُنظم المعهد الكولومبي للنهوض بالتعليم العالي (إيكفيس) ووزارة التعليم كليات الطب المرخصة لتقديم شهادات الطب. يجب أن يخدم الأطباء بعد استكمال جميع متطلبات المدارس للحصول على شهادة الطب، «الخدمة الاجتماعية الإلزامية» (في المناطق الريفية، أو البحث، أو الصحة العامة، أو الفئات السكانية الخاصة مثل الأطفال اليتامى)، التي تستمر عادة مدة عام واحد. يحصل الطبيب بعد الانتهاء من الخدمة الاجتماعية على «تسجيل طبي» في مكتب الحاكم (الحكومة) التابع للإدارة (المقاطعة أو الولاية)، حيث قضى المدة الإلزامية. هذا التسجيل هو الترخيص نفسه في البلدان الأخرى، ويصرح للطبيب بممارسة الطب في أي مكان في التراب الوطني. ومع ذلك، يتطلب نقشًا من هذا القسم للممارسة في الأقسام الأخرى. على النقيض من الولايات المتحدة، لا يوجد امتحان ترخيص رسمي لخريجي الطب في كولومبيا، إذ تُفوَّض هذه المسؤولية إلى كليات الطب التي لديها إذن بمنح شهادات طبية.

## ألمانيا
أما في ألمانيا فتقع مسؤولية ترخيص الأطباء (الموافقة) على عاتق حكومات الولايات. الأطباء المرخصون هم أعضاء إلزاميون في «الجمعيات الطبية» (حرفيًا: غرف الأطباء)، وهي جمعيات طبية منظمة على مستوى الولاية. تُنظَّم معايير ترخيص الأطباء في لوائح ترخيص الأطباء، وهو جزء من القانون الفدرالي. ووفقًا للوائح الترخيص يجب أن يكون الطبيب قد أنهى دراساته الطبية بنجاح واجتاز الامتحان (النهائي). هو أو هي يجب ألا يكون قد شارك في سلوك سلبي من شأنه أن يثير مخاوف واضحة بشأن مدى ملاءمته (مثل ارتكاب جريمة جنائية). علاوة على ذلك، يجب على الطبيب تلبية المتطلبات الصحية ومهارات اللغة الألمانية الكافية ليتمكن من أداء المهنة. يجب على الأطباء الذين لم يدرسوا الطب في ألمانيا، من بين آخرين، إثبات مهاراتهم اللغوية من طريق شهادة (ب ٢) الألمانية وإكمال اختبار اللغة التخصصي بنجاح. إضافة إلى ذلك، يجب على الأطباء الذين لم يدرسوا في الاتحاد الأوروبي أو المنطقة الاقتصادية الأوروبية أو سويسرا إثبات أن دراساتهم متكافئة. يتعين عليهم لهذا الغرض عادة اجتياز اختبار المعرفة.

## الهند
في الهند، تتطلب الشهادة أن يجتاز خريج كلية الطب اختبار إم بي بي إس النهائي ويخضع لتدريب داخلي مدة عام واحد في مستشفى يعترف به المجلس الطبي الوطني للهند سابقًا. يجب أن يخضع خريجو الطب الأجانب لامتحان خريجي الطب الأجانب (إف إم جي إي)، الذي يجريه المجلس الوطني للامتحانات (إن بي إي). يمكنهم ممارسة الطب في جميع أنحاء البلاد بعد التصديق على أنفسهم وفقًا لقانون المجلس الطبي الهندي لعام 1956. يُدرَج الأطباء المسجلون لدى أي مجلس طبي لولاية واحدة تلقائيًا في السجل الطبي الهندي وبذلك يحق لهم ممارسة الطب في أي مكان في الهند. لاحظت لجنة الأخلاقيات في وزارة التجارة والصناعة في اجتماع عُقد في 2 سبتمبر 2004 أنه «لا توجد ضرورة للتسجيل في أكثر من مجلس طبي حكومي واحد لأن أي طبيب مسجل لدى أي مجلس طبي بالولاية يُسجَل تلقائيًا في المركز الطبي الهندي، وأيضًا بموجب القسم 27 من قانون آي إم سي لعام 1956، يمكن لأي شخص مدرج اسمه في آي إم آر، الممارسة في أي مكان في الهند». يمكن التحقق من الأطباء المسجلين لدى مختلف المجالس الطبية الحكومية في جميع أنحاء الهند حتى عام 2019 في الموقع الرسمي للمجلس الطبي للسجل الطبي الهندي في الهند.

## المملكة المتحدة
مصطلح «الترخيص الطبي» من المصطلحات المتمحورة حول المملكة المتحدة. تسمى الأداة المماثلة التسجيل في المملكة المتحدة ودول الكومنولث الأخرى، أي أن تكون مسجلًا في السجل أو أن يجري شطبها (السجل). المجلس الطبي العام هو الهيئة التنظيمية لترخيص الأطباء في المملكة المتحدة. يوجد حاليًا نوعان من التسجيل الأساسي: «التسجيل المشروط» و«التسجيل الكامل»، ونوعين من التسجيل التخصصي: «تسجيل المتخصص» و«تسجيل الممارس العام». قدمت جي إم سي «الترخيص للممارسة» في نوفمبر 2009، وهو مطلوب بموجب القانون لممارسة الطب في المملكة المتحدة، يجب تسجيل جميع الأطباء وعقد ترخيص للممارسة. تتوفر معلومات التسجيل لجميع الأطباء الحاصلين على ترخيص في المملكة المتحدة عبر الإنترنت على موقع جي إن سي الإلكتروني.

## الولايات المتحدة
في الولايات المتحدة، تمنح الدول الفردية التراخيص الطبية عادةً. يُسمح فقط للحاصلين على شهادات طبية من المدارس المدرجة في الدليل العالمي لكليات الطب التقدم بطلب للحصول على ترخيص طبي. شهادة البورد هي عملية منفصلة. لا تمنح الحكومة الفيدرالية التراخيص. قد يكون للطبيب الذي يعمل في منشأة فيدرالية أو سجن فيدرالي أو جيش أمريكي و/أو أحد المحميات الأصلية ترخيصًا من أي ولاية، وليس فقط الولاية التي يقيمون فيها. جعلت ممارسة «الطب عن بعد» من الشائع للأطباء استشارة أو تفسير الصور والمعلومات من مكان بعيد. بعض الدول لديها ترخيص خاص لهذا الغرض. تستغرق عملية الترخيص لمعظم الأطباء ما بين ثلاثة وستة أشهر، وذلك بسبب الفحوصات الأساسية المكثفة والتعليمية والتدريبية والتحقق من المصادر الأولية التاريخية.